# FK Mažeikiai
Der FK Mažeikiai war ein litauischer Fußballverein aus Mažeikiai. 2011 wurde er aufgelöst.

## Vereinsgeschichte

### Elektra/Atmosfera/Jovaras Mažeikiai
Der FK Mažeikiai wurde 1947 gegründet. 1961 folgte die erste von vielen Umbenennungen und der Verein nannte sich für ein Jahr ETG Mažeikiai, ab 1962 trat er unter der Bezeichnung Elektra Mažeikiai an. 1976 und 1979 während der sowjetischen Okkupation konnte der Verein unter dem Namen Atmosfera Mazeikiai, den er seit 1973 trug, seine ersten beiden litauischen Meisterschaften feiern. 1979 erreichte der Club zudem noch das Finale des litauischen Pokals. Von 1990 bis 1992 hieß der Verein Jovaras Mažeikiai, anschließend für ein Jahr wieder FK Mažeikiai.

### FK ROMAR Mažeikiai
Im Herbst 1992 wurde in Mažeikiai ein neuer Club gegründet, der zu Ehren des Hauptsponsors, des Unternehmers Romas Marcinkevičius, ROMAR genannt wurde. Nachdem in der Saison 1992/93 der sechste Tabellenplatz in der höchsten litauischen Spielklasse erreicht wurde, konnte der Verein die Saison 1993/94 auf dem ersten Tabellenplatz abschließen und qualifizierte sich somit für eine Teilnahme am UEFA-Pokal 1994/95. Dort unterlag er jedoch schon in der Vorrunde dem AIK Solna im Hin- und Rückspiel jeweils mit 0:2 und schied folglich aus.
In der Folgesaison belegte Romar den dritten Platz, doch aufgrund von finanziellen Problemen wurde der Verein aus der höchsten Spielklasse ausgeschlossen und kurz darauf aufgelöst.

### FK Mažeikiai
Als Nachfolgeverein wurde 1995 der FK Mažeikiai gegründet. Der Verein begann in der vierten Spielklasse. Nach zwei Jahren stieg die erste Mannschaft in die dritte Spielklasse auf und 2002 schaffte sie den zwischenzeitlichen Aufstieg in die zweite Liga, nun unter dem Namen Nafta Mažeikiai, der jedoch nur von 2001 bis 2003 getragen wurde. Von 2009 bis 2011 war der Verein wieder in der A lyga vertreten, musste jedoch nach der Saison 2011 in die dritte Liga zwangsabsteigen, nachdem man keine Lizenz für die neue Spielzeit erhalten hatte. Kurz darauf löste sich auch der FK Mažeikiai auf.
Nachfolgeverein ist der FK Atmosfera.

## Namensgeschichte
- 1961 – ETG Mažeikiai
- 1962 – Elektra Mažeikiai
- 1973 – Atmosfera Mažeikiai
- 1990 – Jovaras Mažeikiai
- 1992 – FK Mažeikiai
- 1992 – ROMAR Mažeikiai (Neuer Verein)
- 1995 – FK Mažeikiai
- 2001 – Nafta Mažeikiai
- 2003 – FK Mažeikiai

## Erfolge

### FK Atmosfera Mažeikiai
- Litauischer Meister: 1976, 1979.
- Litauischer Pokalfinalist: 1979

## Platzierungen

### Als FK Mažeikiai
| Saison    | Div. | Liga        | Pos. | Weblink     | Info               |
| --------- | ---- | ----------- | ---- | ----------- | ------------------ |
| 1996–1997 | 4.   | Trečia lyga | 6.   |             |                    |
| 1997–1998 | 4.   | Trečia lyga | 2.   |             |                    |
| 1999      | 3.   | Antra lyga  | 10.  | [ 2 ]       |                    |
| 2000      | 3.   | Antra lyga  | 11.  | [ 3 ]       |                    |
| 2001      | 3.   | Antra lyga  | 1.   | [ 4 ]       | (als FK "Nafta")   |
| 2002      | 2.   | Pirma lyga  | 15.  | [ 5 ] [ 6 ] | (als FK "Nafta")   |
| 2003      | 3.   | Antra lyga  | 1.   | [ 7 ]       | (als FK Mažeikiai) |
| 2004      | 2.   | Pirma lyga  | 6.   | [ 8 ] [ 9 ] | (als FK Mažeikiai) |
| 2005      | 3.   | Antra lyga  | 4.   | [ 10 ]      |                    |
| 2006      | 3.   | Antra lyga  | 3.   | [ 11 ]      |                    |
| 2007      | 3.   | Antra lyga  | 4.   | [ 12 ]      |                    |
| 2008      | 3.   | Antra lyga  | 1.   | [ 13 ]      |                    |
| 2009      | 2.   | Pirma lyga  | 3.   | [ 14 ]      |                    |
| 2010      | 1.   | A lyga      | 9.   | [ 15 ]      |                    |
| 2011      | 1.   | A lyga      | 9.   | [ 16 ]      |                    |